# 金和曉
金和曉（英語：Audrey Alice King，2002年9月24日—），是一位香港女子高山滑雪運動員，亦是前任香港行政長官董建華的外甥孫女。
她曾代表中國香港參加2022年冬季奧林匹克運動會，在迴轉賽中未能完成比賽。

## 奧運統計
| 屆數   | 迴轉賽 |
| ------ | ------ |
| 2022年 | DNF    |